# Euro War
Euro War (o anche Macaroni War, Macaroni Combat, Spaghetti War o Spaghetti Combat) è il soprannome americano di un filone cinematografico di film di guerra nato negli anni sessanta e sviluppatosi negli anni settanta e ottanta nel cinema italiano di genere.
Facevano parte di questo filone i film bellici che si producevano in Italia e che, come molte delle pellicole di genere italiano, venivano in seguito esportati all'estero. Il film più celebre che portò il boom dei macaroni war fu Quel maledetto treno blindato, a cui Quentin Tarantino dice di essersi ispirato per il suo Bastardi senza gloria.  Come tutti i film di genere, i macaroni war venivano realizzati ispirandosi ad altre pellicole statunitensi come Papillon, Rambo e Apocalypse Now. Il genere cessò alla fine degli anni ottanta, come molti altri del cinema italiano.

## Caratteristiche e protagonisti

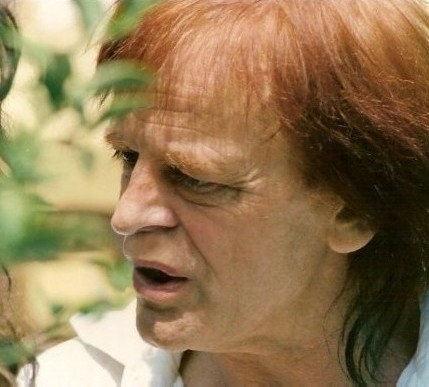
Klaus Kinski, l'attore più celebre degli "Euro War"

Come molti film italiani di genere, gli euro war avevano degli attori che ricorrevano in diverse pellicole. Klaus Kinski fu uno dei più utilizzati, spesso inserito nei cast per via delle sue espressioni facciali che lo rendevano adatto per il ruolo di antagonista. Il regista che realizzò più macaroni war fu Antonio Margheriti, soprattutto nell'ultima parte della sua carriera. Come i cannibal movie, le pellicole venivano girate spesso in luoghi asiatici, a basso costo e con un cast di attori semisconosciuti, ad eccezione delle guest-star. Altri registi che sperimentarono gli euro war furono Bruno Mattei, Umberto Lenzi e Joe D'Amato. I film venivano ambientati principalmente durante le guerre reali (seconda guerra mondiale, guerra del Vietnam e Guerra fredda). Altri film, invece, venivano collocati in guerre immaginarie con protagonista un personaggio simile a Rambo, come nel caso dei film Strike Commando, Arcobaleno selvaggio e Tornado).

## Filmografia
- Commandos, regia di Armando Crispino (1968)
- 5 per l'inferno, regia di Gianfranco Parolini (1969)
- La legione dei dannati, regia di Umberto Lenzi (1969)
- Quel maledetto treno blindato, regia di Enzo G. Castellari (1978)
- L'ultimo cacciatore, regia di Antonio Margheriti (1980)
- Tornado, regia di Antonio Margheriti (1983)
- Arcobaleno selvaggio, regia di Antonio Margheriti (1985)
- Commando Leopard, regia di Antonio Margheriti (1985)
- Strike Commando, regia di Bruno Mattei e Claudio Fragasso (1987)